# Communauté de communes du Saint-Chinianais
La Communauté de communes du Saint-Chinianais est une ancienne communauté de communes française, située dans le département de l'Hérault et la région Languedoc-Roussillon.

## Histoire
Le 1er janvier 2014, par fusion, la Communauté de communes du Saint-Chinianais est devenue la Communauté de communes Canal-Lirou Saint-Chinianais.

## Composition
La communauté regroupe 9 communes :
- Assignan
- Babeau-Bouldoux
- Cazedarnes
- Cébazan
- Cessenon-sur-Orb
- Pierrerue
- Prades-sur-Vernazobre
- Saint-Chinian
- Villespassans